# 574 (číslo)
Pět set sedmdesát čtyři je přirozené číslo. Následuje po čísle pět set sedmdesát tři a předchází číslu pět set sedmdesát pět. Římskými číslicemi se zapisuje DLXXIV a řeckými číslicemi φοδ.

## Matematika
574 je:
- Deficientní číslo
- Složené číslo
- Nešťastné číslo

## Astronomie
- (574) Reginhild je planetka hlavního pásu, kterou objevil v roce 1905 Max Wolf

## Roky
- 574
- 574 př. n. l.